# Народный заседатель
Народные заседатели — граждане, принимавшие участие в рассмотрении уголовных и гражданских дел в состав всех судов СССР. Основная судебная единица советской судебной системы, принятая на основании Декрета о суде №1 от 22 ноября 1917 года.
Народный заседатель — избираемый из местных граждан авторитетный участник судебной коллегии. Участие народных заседателей в коллегии народных судов предусматривает современное законодательство некоторых бывших стран СССР. Народные заседатели избирались коммунистическими партийными организациями, профессиональными союзами и прочими советскими организациями.
Народные заседатели участвовали в отправлении правосудия с сохранением заработной платы по основному месту работу и работали в составе коллегии судей только во время судебных заседаний. В советское время народных заседателей называли «кивалы», с одной стороны, вследствие своей подверженности мнению профессионального судьи, с другой стороны, потому, что они, имея существенно больше прав, являлись не просто наблюдателями над судебным процессом, а, выступая наравне с судьёй, активно участвовали в самом процессе правосудия, в том числе меняя ход дела. Примечательно, что характер «кивал» имели и имеют до сих пор народные заседатели и в других странах бывшего социалистического лагеря.

## В СССР
Законодательно участие народных заседателей в составе суда было введено Декретом о суде № 1 от 22 ноября 1917 года (СУ РСФСР, 1917, № 4, ст. 50).
Закон СССР о судоустройстве СССР, союзных и автономных республик от 16.8.1938 г в статье 4 устанавливал, что задачи судов СССР с участием народных заседателей осуществляются путем:
а) разбирательства в судебных заседаниях уголовных дел и применения установленных законом мер наказания к изменникам Родины, вредителям, расхитителям социалистической собственности и другим врагам народа, а также к грабителям, ворам, хулиганам и иным преступникам;
б) разбирательства и разрешения в судебных заседаниях дел по спорам, затрагивающим права и интересы граждан, государственных учреждений, предприятий, колхозов и других общественных организаций.
Основами законодательства о судоустройстве Союза ССР, союзных и автономных республик 1958 года было установлено, что дела во всех судах первой инстанции рассматриваются коллегиально в составе судьи и двух народных заседателей.
Советским законодательством устанавливалось обязательное участие народных заседателей в осуществлении правосудия — один из конституционных принципов советского судопроизводства, сформированных на идеях «пролетарской демократии». Законами СССР было установлено, что народным заседателем может быть избран любой гражданин СССР, обладающий избирательным правом и достигший ко дню выборов 25 лет.
Народные заседатели районных (городских) народных судов избирались на партийных и профсоюзных собраниях, собраниях рабочих и служащих.
Такой же порядок устанавливался для избрания народных заседателей военных трибуналов и заседателей областных и краевых судов, судов автономных областей и национальных округов.
Народные заседатели Верховных судов автономных и союзных республик, а также Верховного суда СССР избирались сроком на 5 лет соответствующими областными, краевыми Советами депутатов трудящихся, Верховными Советами автономных, союзных республик, Верховным Советом СССР.
Характерным институтом советской юстиции, о необходимости возвращения к которому в последнее время идет дискуссия, были народные заседатели: два человека, избиравшихся на период от года до трех (в разных республиках по-разному) и принимавших участие в рассмотрении всех значимых судебных дел.
Во времена СССР народных заседателей называли «кивалы». Народных заседателей называли «кивалами» вследствие своей подверженности мнению профессионального судьи, с которым, в подавляющем большинстве случаев, народные заседатели были согласны.
Народные заседатели не были профессиональными юристами, поэтому большую часть юридических знаний они получали от председательствующего судьи. Сам факт общения судьи с заседателями выходил за рамки простого разъяснения общего юридического смысла закона, он давал им свое видение трактовки закона, заседатели узнавали от судьи и о том, как оценивать личность подсудимого, имеющиеся факты и т. д. Тем самым они — даже без всякого злого умысла или специальных усилий со стороны судьи — полностью подпадали под его влияние.

## В других странах
Институт народных зеседателей также был введён в законодательство зарубежных социалистических стран. Во всех европейских социалистических государствах народные заседатели были в составе коллегий судов всех инстанций, участие их, как правило, было обязательно при рассмотрении дел в судах первой инстанции.
В Польше народные заседатели избирались народными Советами. Конституция Чехословакии, чтобы подчеркнуть равноправие профессионального судьи и народных заседателей, называла их народными судьями. Они избирались на четыре года районными национальными комитетами. Их участие в рассмотрении гражданских дел после 1969 года сузилось и охватывало в основном семейные и трудовые дела. Аналогичное законодательство было в Венгрии. Сходные правила действовали и в Болгарии. В Югославии народные заседатели участвовали в рассмотрении всех дел в первой инстанции, за исключением установленных законом случаев, когда действует единоличный судья. Специфика Югославии — участие народных заседателей в экономических судах.